# Flic de choc
Pour les articles homonymes, voir Flic de choc.
Flic de choc (France) ou Les enquêtes gros-bedon (Québec) (Poppa's Got a Brand New Badge) est le 22e épisode de la 13e saison de la série télévisée d'animation Les Simpson.

## Synopsis
Des émeutes éclatent à Springfield à la suite d’une panne générale de courant. La police n'est pas en mesure de réprimer les responsables. Les habitants accusent ainsi la police d'incompétence. Lisa se fait voler ses Malibu Stacy et Homer découvre que c'est Jimbo Jones qui a fait le coup. Un peu plus tard il neutralise Le Serpent lors d'un traditionnel hold up au mini-market. Motivé par ces succès, il décide alors de faire la loi et crée une équipe de police indépendante : Springflic. Lorsque le maire, Joe Quimby, découvre Wiggum tentant de casser une piñata avec un fusil, il le renvoie et nomme à la tête des services de police de Springfield les Springflic.
Les Springflics vont découvrir Gros Tony et sa bande en train de faire un trafic de « caniches », en déguisant des furets avec des boules de coton collées qu'ils comptent vendre à la boutique pour animaux. Après son arrestation, Gros Tony annonce sur la radio KBBL que lui et sa bande comptent descendre Homer s’il ne quitte pas la ville. Homer choisit de ne pas quitter Springfield et demande de l'aide de ses concitoyens, qui refusent. Une fois arrivé devant la maison des Simpsons, Homer décide de les affronter. Soudain, des coups de feu sont tirés sur les mafieux et les font fuir. On voit alors Maggie dans sa chambre, rangeant un fusil en dessous de son lit avant que ses parents viennent la voir. Homer, dégoûté de l'emprise de la mafia sur la ville, rend le badge à Wiggum qui passait par là.